# 1933년 증권법
1933년 증권법(Securities Act of 1933)은 1929년 월스트리트 대폭락 이후 대공황 중인 1933년 5월 27일 미국 의회에서 제정된 법률이다. 증권진실법(Truth in Securities Act), 1933년 법, 증권법, 연방증권법 등으로도 불린다.
이 법은 법률에 의해 면제되지 않는 한 미국 각 주 상호간의 도구와 수단을 이용하는 모든 증권의 거래가 미국 증권거래위원회에 등록되도록 한다. "주간통상의 수단과 방법"(means and instrumentalities of interstate commerce)의 정의는 매우 광범위하여 전화나 우편의 경우에도 포함될 수 있다.

## 역사
1933년 증권법은 미국이 연방 단위에서 증권의 거래를 주요하게 규제한 첫번째 법률이다. 증권법 이전에 증권 규제는 블루스카이법이라 불리는, 주 단위의 법률들로써 이루어졌다. 미국 의회가 1933년에 증권법을 제정할 때 이 블루스카이법들은 그대로 유지되었다. 증권법은 1934년 증권거래위원회가 1934년 증권거래법으로 설립되기 전까지 연방거래위원회에 의해 집행되었다.

## 같이 보기
- 뉴욕 증권거래소
- 증권거래소
- 사베인스 옥슬리법
- 자본시장과 금융투자업에 관한 법률